# Blue Seal Pals
Die Blue Seal Pals waren eine US-amerikanische Country-Gruppe, die von den Musikern Quinton Claunch und Bill Cantrell geführt wurde. Claunch und Cantrell wurden in den 1950er Jahren wichtige Musiker in der Country-Szene von Memphis, Tennessee.

## Geschichte
Die Blue Seal Pals wurden 1943 von Edgar Clayton und Quinton Claunch in Muscle Shoals, Alabama, gegründet, wo sie über WLAY eine eigene Radioshow hatten Claunch war als Komiker auch unter dem Namen „Washboard“ in der Gruppe aktiv. 1944 kamen Bill Cantrell sowie Dexter Johnson zu der Gruppe, die ab 1946 regelmäßig auf WJOI in Florence, Alabama, zu hören war und zusammen mit ihrem Sponsor, der Columbia Mill and Elevator Company (die unter anderem das Blue Seal Mehl herstellten), das Blue Seal Network, das insgesamt zwölf Radiosendungen in Alabama, Tennessee, Mississippi und Georgia umfasste.
Die Blue Seal Pals wurden danach vom Moderator und Initiator der Grand Ole Opry entdeckt, George D. Hay, und kamen so an einen Sendeplatz auf dem weitreichend hörbaren Sender WSM in Nashville. Jeden Samstagmorgen waren sie nun mit ihrer Sun Up Serenade zu hören. Neben den Radioauftritten führten ihre Tourneen durch die Südstaaten und an der gesamten Ostküste der USA entlang. Sie tourten unter anderem mit Stars wie Cowboy Copas und Minnie Pearl.
Ende der 1940er Jahre brachen die Blue Seal Pals auseinander. Claunch und Cantrell zogen danach nach Memphis, wo sie unter anderem mit Charlie Feathers arbeiteten sowie als Studiomusiker und Songschreiber fungierten.